# Noordeinde (Assendelft)
Noordeinde is een buurtschap in de gemeente Zaanstad, in de Nederlandse provincie Noord-Holland. Het is gelegen tussen Langeheit en Kerkbuurt. Het vormt samen met Kerkbuurt en Zuideinde het lintdorp Assendelft. Tot begin 20e eeuw werd de plaats geduid als Het Noordeinde. In de noordkant van de buurtschap, aan de rand met Langeheit is de woonwijk Saendelft verrezen aan het eind van de 20e en begin van de 21e eeuw. Dit deel wordt soms daarom niet altijd meer bij de buurtschap gerekend.
Noord-Holland: Steden en dorpen in Noord-Holland      Nederland: Provincies · Gemeenten